# Вдовиньский, Давид

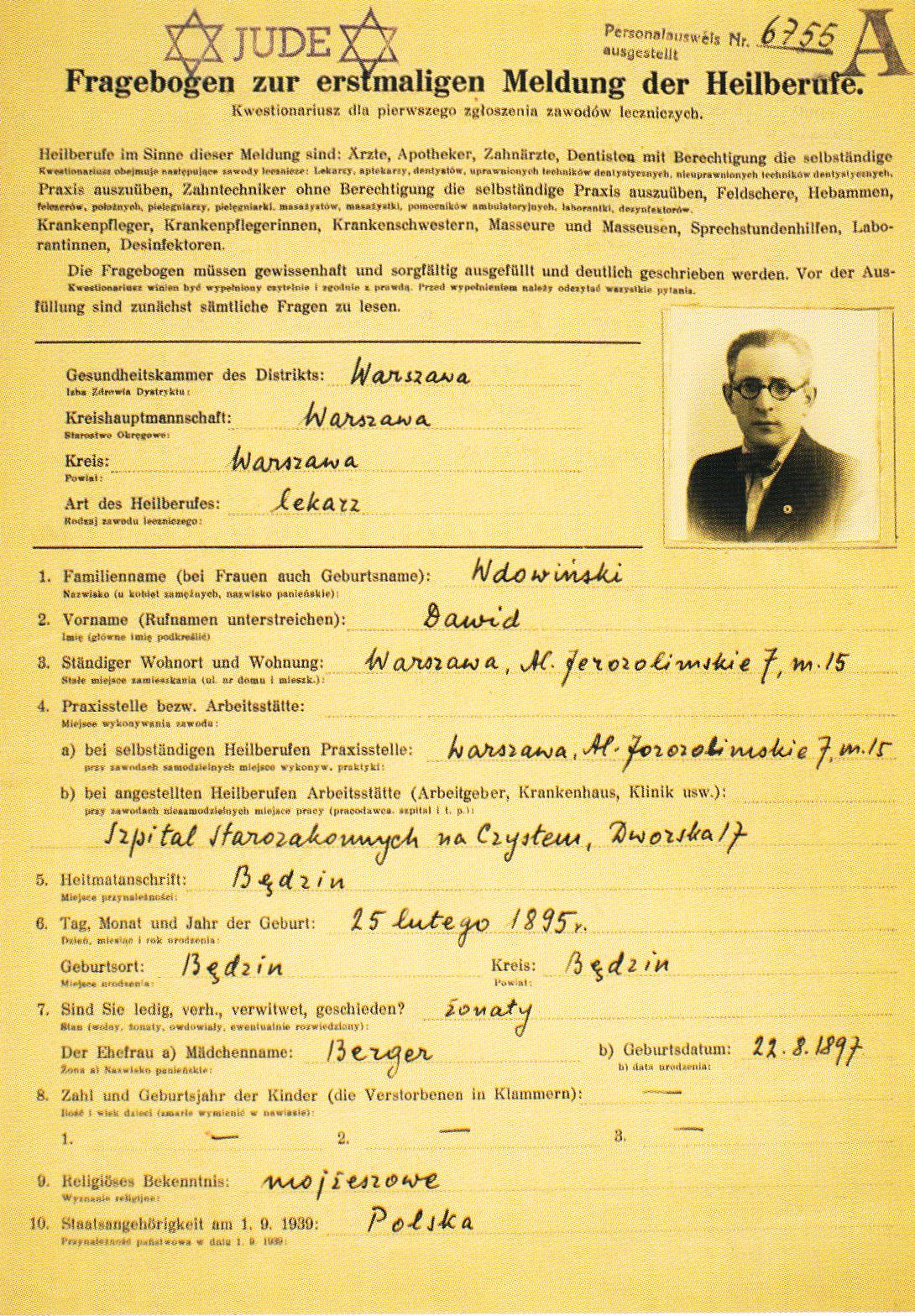
Персональная анкета Давида Вдовиньского

Давид Вдовиньский (пол. Dawid Wdowiński; 25 февраля 1895, Бендзин — 1970) — польский врач-невропатолог и психиатр, член правой еврейской организации «Ха-цохар», по данным некоторых источников, соучредитель и председатель «Еврейского воинского союза», участник и один из фактических руководителей восстания в Варшавском гетто.

## Биография
Сын Исайи Вдовиньского и Марии Палашницкой. В межвоенные годы был президентом Польской партии Сионистской ревизионистской организации.
Вместе с бывшими офицерами Войска Польского еврейского происхождения, и еврейскими политическими деятелями (Давидом Морицем Апфельбаумом, Иосифом Цельмайстерем, Генрихом Лифшицом, Калменом Мендельсоном, Павлом Френкелем и Леоном Родаль), инициировал создание в 1939 году Еврейского воинского союза.
После гибели Апфельбаума, Френкеля и Родаля был, вероятно, последним из командиров восстания Еврейского воинского союза в Варшавском гетто и последним (помимо Марека Эдельмана из ŻOB), кто пережил войну. Во время восстания в Варшавском гетто был вывезен в Люблин, откуда он попал в трудовой лагерь в Будзыне. В этом лагере заключенные работали на производстве деталей для самолетов. Ему удалось пережить войну.
В конце 1946 года он добрался до США через Баварию, Италию и Францию. Он поселился в Нью-Йорке и много лет преподавал психологию и психиатрию в Новой школе социальных исследований. В 1961 году он был свидетелем на суде над Адольфом Эйхманом. В 1963 вышла книга Давида Вдовиньского «А нас не спасли» (англ. And we are not saved), призванная раскрыть всю правду об участии «Еврейского воинского союза» в восстании в Варшавском гетто.

## Память
- В 2023 году Давид Вдовиньский посмертно награждён командорским крестом ордена Возрождения Польши[6].